# Gruta da Furninha

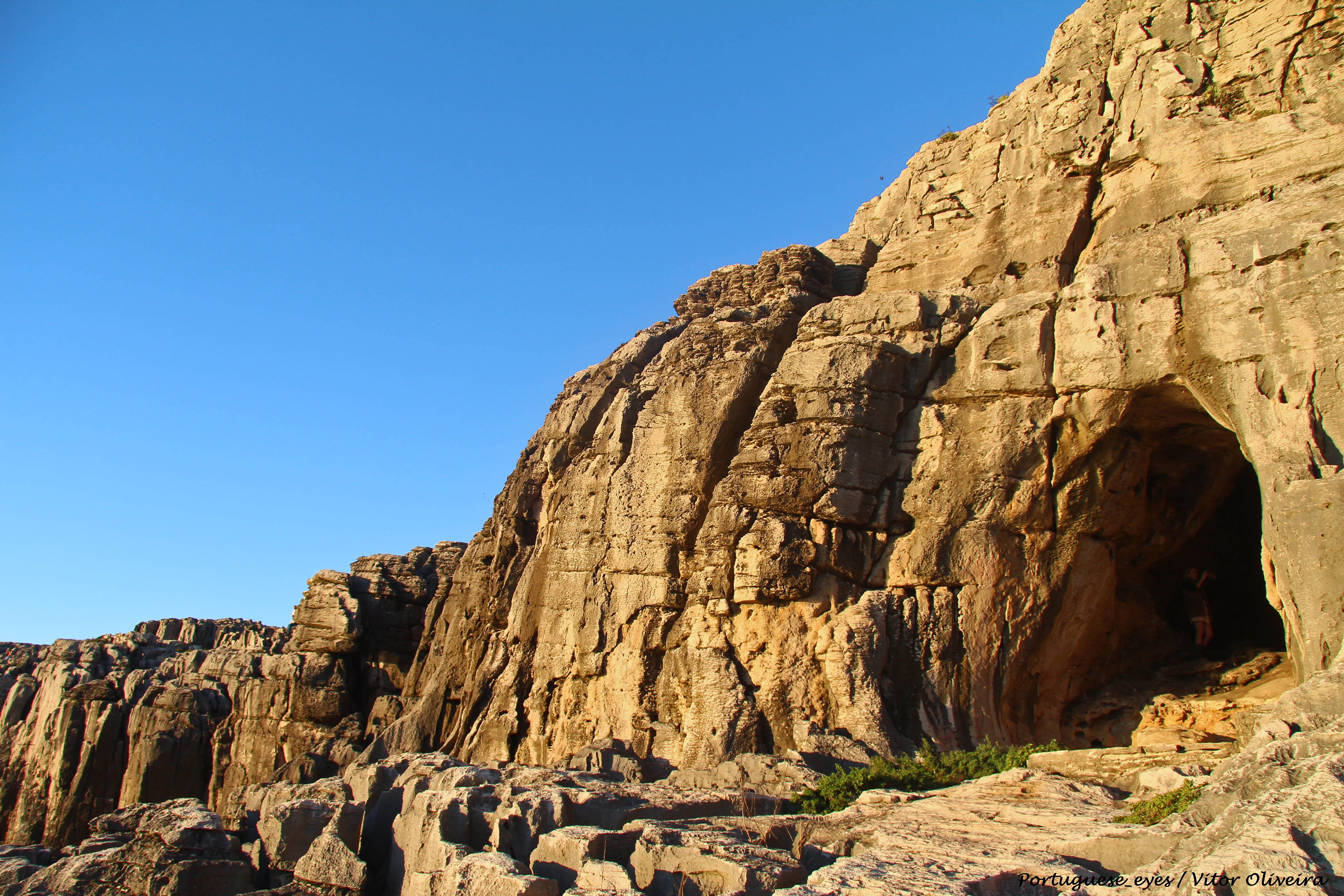
Gruta da Furninha

Die Gruta da Furninha (deutsch: Kleine Grotte) ist eine Höhle in Portugal. Sie liegt nördlich von Lissabon nahe dem Kap Carvoeiro unweit des Fischereihafens Peniche.
Ein Weg und Treppenstufen führen von der Küstenstraße zur Höhle hinunter. Die Gruta da Furninha öffnet sich am Kalkstein-Steilhang nach Südwesten, etwa 15,0 Meter über dem heutigen Meeresspiegel. 
Sie wurde erstmals 1884 von J. F. Nery Delgado (1835–1908) beschrieben. Er fand mehr als sieben paläolithische und eine neolithisch-kupferzeitliche Fundschicht. Wahrscheinlich diente die Höhle als Bestattungsplatz. Die Funde liegen in Lissabon im Museu dos Services Geológicos. 